# Inárcs
Inárcs nagyközség Pest vármegyében, a Dabasi járásban.

## Fekvése
Az Ócsai Tájvédelmi Körzettől keletre, Ócsa és Kakucs között található, az M5 autópálya közelében. Területének északkeleti része a kiskunsági homokhátság buckáira, déli része a Pesti-síksághoz tartozó ócsai lápterület határára terjed ki. A községterület jelentős részét erdők borítják. 

### Megközelítése
A település legfontosabb megközelítési útvonala, átadása óta az M5 autópálya, amely a lakott területétől néhány száz méterre keletre húzódik. A sztrádának inárcsi csomópontja ugyan nincsen, de a 35-ös kilométerénél kialakított pihenőhely így is lehetőséget biztosít a helyiek és az ide látogatók számára a le- és felcsatlakozásra.
A történelmi faluközpontot csak öt számjegyű útvonalak, 46 106-os és 46 108-as utak érintik, ezek közül az utóbbi az 5-ös főúttal és a 4606-os úttal, az előbbi a 4604-es kapcsolják össze Inárcsot. Érintik még a község területét a 46 105-ös és 46 107-es számú mellékutak, de ezeknek a helyi közlekedésben betöltött szerepük minimális.
Vasúton Inárcs a Budapest–Lajosmizse–Kecskemét-vasútvonalon érhető el, amelynek egy megállási pontja van itt, Inárcs-Kakucs vasútállomás.

## Története
Területén az 1600-as évek kezdetéig létezett egy ugyanezen nevet viselő település. Neve először 1263-ban bukkant fel Inarch alakban. Az 1332-es okirat említi a korabeli Szent György-templomot, amely méretei miatt is a korabeli Inárcs jelentős szerepét feltételezi. A köznemesi réteg a középkor végére megerősödött, a település erejét jól mutatja, hogy 1450 környékén már világi tanítót alkalmazott az iskola, és inárcsi diákok megfordultak a krakkói és bécsi egyetemeken is. A török háborúk idején a falu lakossága Nagykőrösre menekült, a pusztává vált határt a település gazdái bérlegelőként hasznosították. A török hódoltság után az eredeti birtokos Farkas család nem tudta érvényesíteni tulajdonjogát, és kénytelen volt a község területén a Beleznay és Kedlevich családokkal osztozkodni. A területi tagoltság és jogi bizonytalanság miatt egyik család sem telepített állandó lakosságot inárcsi birtokaira. A 19. század derekára a területen alig 400 fő élt szétszórt tanyákon. A század második felében a korábbi legeltetést egyre intenzívebb földművelési formák váltották fel, ami a lakosság lélekszámának növekedéséhez vezetett, a 20. század elejére már 800 fő élt itt. 
Az önálló Inárcs község a 20. században jött létre. A népsűrűséget tovább növelte a modern termelési módok bevezetése és a korábbi nagybirtokok fokozatos fölosztása, parcellázása. Jelentős esemény volt a puszta életében a Budapestet alig egy óra közelségbe hozó Budapest–Lajosmizse-vasútvonal 1889-es megnyitása. Tolnay Lajos birtokának felparcellázása során jött létre Inárcs mai belterületének magja, ám a lakosság meghatározó része külterületen élő cseléd vagy kisparaszt volt továbbra is. A második világháborút megelőző években épült az első inárcsi iskola és bolt. Az önálló fejlődés útja 1945-ben nyílt meg: a község egy részét belterületté nyilvánították, és azon építési telkeket alakítottak ki, ami bevándorlási hullámot eredményezett. A település népessége Budapest közelsége révén gyorsan növekedett: a 20. század második felében megduplázódott. 1973-ban Inárcsot és Kakucsot egy településsé vonták össze, ám a „társbérlet” csak az 1990-es rendszerváltásig tartott. Az utóbbi ezredfordulót követő években a népesség a Budapest környéki települések szuburbanizálódása révén ugrásszerűen növekedett.

## Közélete

### Polgármesterei
- 1990–1994: Dr. Krenkó József (független)[3]
- 1994–1998: Dr. Krenkó József (független)[4]
- 1998–2002: Dr. Krenkó József (független)[5]
- 2002–2006: Laczy Károly (független)[6]
- 2006–2010: Laczy Károly (független)[7]
- 2010–2014: Dr. Gál Imre László (független)[8]
- 2014–2019: Dr. Gál Imre László (független)[9]
- 2020–2024: Dr. Gál Imre László (független)[10]
- 2024– : Szuróczki Csaba (független)[1]

A településen a 2019. október 13-án tartott önkormányzati választás után, a polgármester-választás tekintetében nem lehetett eredményt hirdetni, mert szavazategyenlőség alakult ki az első helyen: a három polgármesteri aspiráns közül kettő, dr. Gál Imre László és Turcsány Andrea is 852-852 szavazatot szerzett meg az 1868 érvényesen leadott szavazat közül (egyaránt 45,61%-os eredményt elérve). Az emiatt szükségessé vált időközi választást 2020. január 19-én tartották meg, ezen már csak a holtversenyben részes két jelölt indult el, akik közül, bő 200 szavazatnyi különbséggel dr. Gál Imre László szerezte meg a győzelmet, megtartva ezzel korábbi polgármesteri pozícióját.

## Népesség
A település népességének változása:
| Lakosok száma | 4407 | 4390 | 4590 | 4606 | 4680 | 4726 | 4757 |
|               | 2013 | 2014 | 2018 | 2021 | 2022 | 2023 | 2024 |

A 2011-es népszámlálás során a lakosok 86,4%-a magyarnak, 2,8% cigánynak, 0,7% németnek, 0,5% románnak, 0,4% szlováknak, 0,2% lengyelnek mondta magát (13,4% nem nyilatkozott; a kettős identitások miatt a végösszeg nagyobb lehet 100%-nál). A vallási megoszlás a következő volt: római katolikus 41,9%, református 6,7%, evangélikus 1,1%, görögkatolikus 0,7%, felekezeten kívüli 16% (29,1% nem nyilatkozott).
2022-ben a lakosság 91,2%-a vallotta magát magyarnak, 1,9% cigánynak, 0,6% németnek, 0,5% románnak, 0,3% szlováknak, 0,1-0,1% szerbnek és lengyelnek, 2,8% egyéb, nem hazai nemzetiségűnek (8,6% nem nyilatkozott; a kettős identitások miatt a végösszeg nagyobb lehet 100%-nál). Vallásuk szerint 27,4% volt római katolikus, 6,8% református, 0,8% evangélikus, 0,6% görögkatolikus, 0,1% ortodox, 3,8% egyéb keresztény, 0,9% egyéb katolikus, 15,5% felekezeten kívüli (43,9% nem válaszolt).

## Nevezetességei
- Bodrogi-kúria, ma kastélyszállóként működik, Bagolyvár Panzió, Vénusz I és Vénusz II. Panzió (az M5 autópálya kihajtóinál), Kerpner-udvarház valamint a 2012-ben újjászületett Viktória fogadó.
- Az Inárcs főterének számító Dózsa téren a települést alapító Tolnay Lajos MÁV-vezérigazgató szobra, illetve a középkori Szent György-templom feltárt részének konzervált maradványai láthatóak.[14]
- Inárcsi római katolikus templom, épült 1962-ben. Építése Vincze Dezső esperes nevéhez fűződik[15]
- Az Ócsai Tájvédelmi Körzet területének egy része Inárcshoz tartozik. A vasútállomásról induló jelzett túraösvény érinti a környék jellegzetes tájelemeit: lápok, égererdők, vizes legelők.

## Híres emberek
- Inárcspusztán született Zrumeczky Dezső magyar építész, grafikus, aki Kós Károllyal is számos híres épületet tervezett (a Fővárosi Állat- és Növénykert épületei, Wekerle-telep). További alkotásai között említést érdemel még Tormay Cécile budai és Herczeg Ferenc hűvösvölgyi villája.

## Galéria

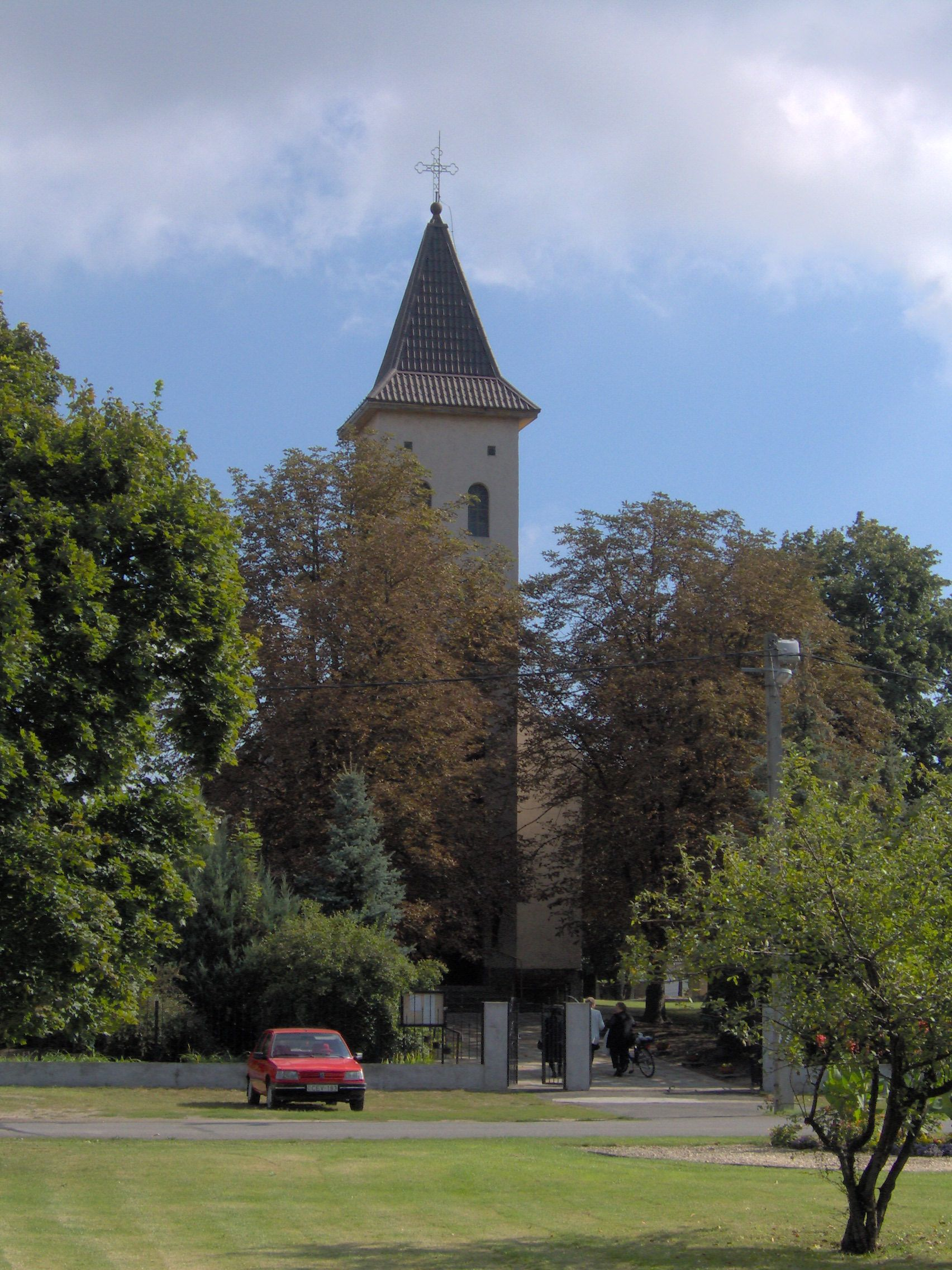
A római katolikus templom
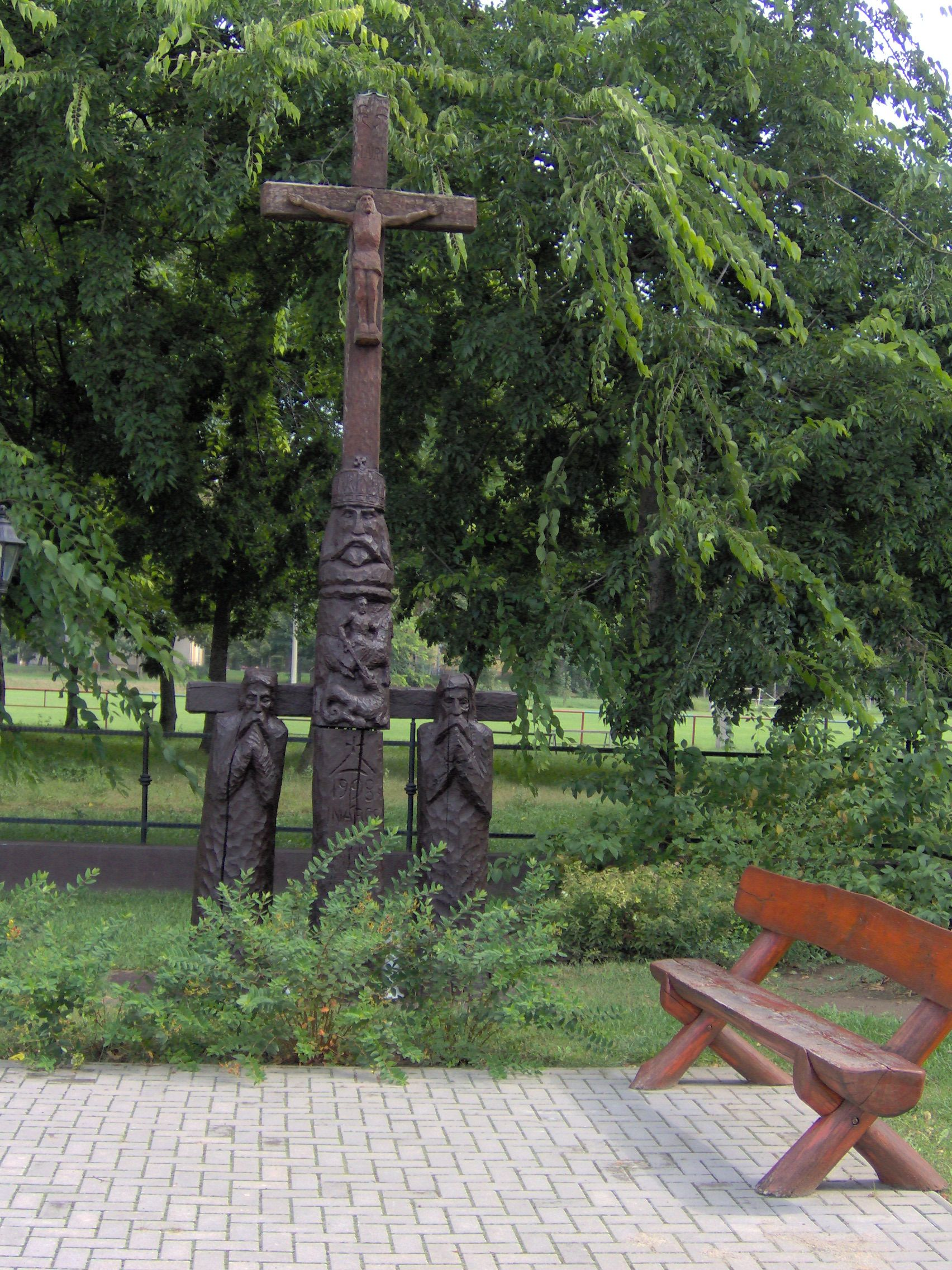
Történelmi emlékpark, jelkereszt
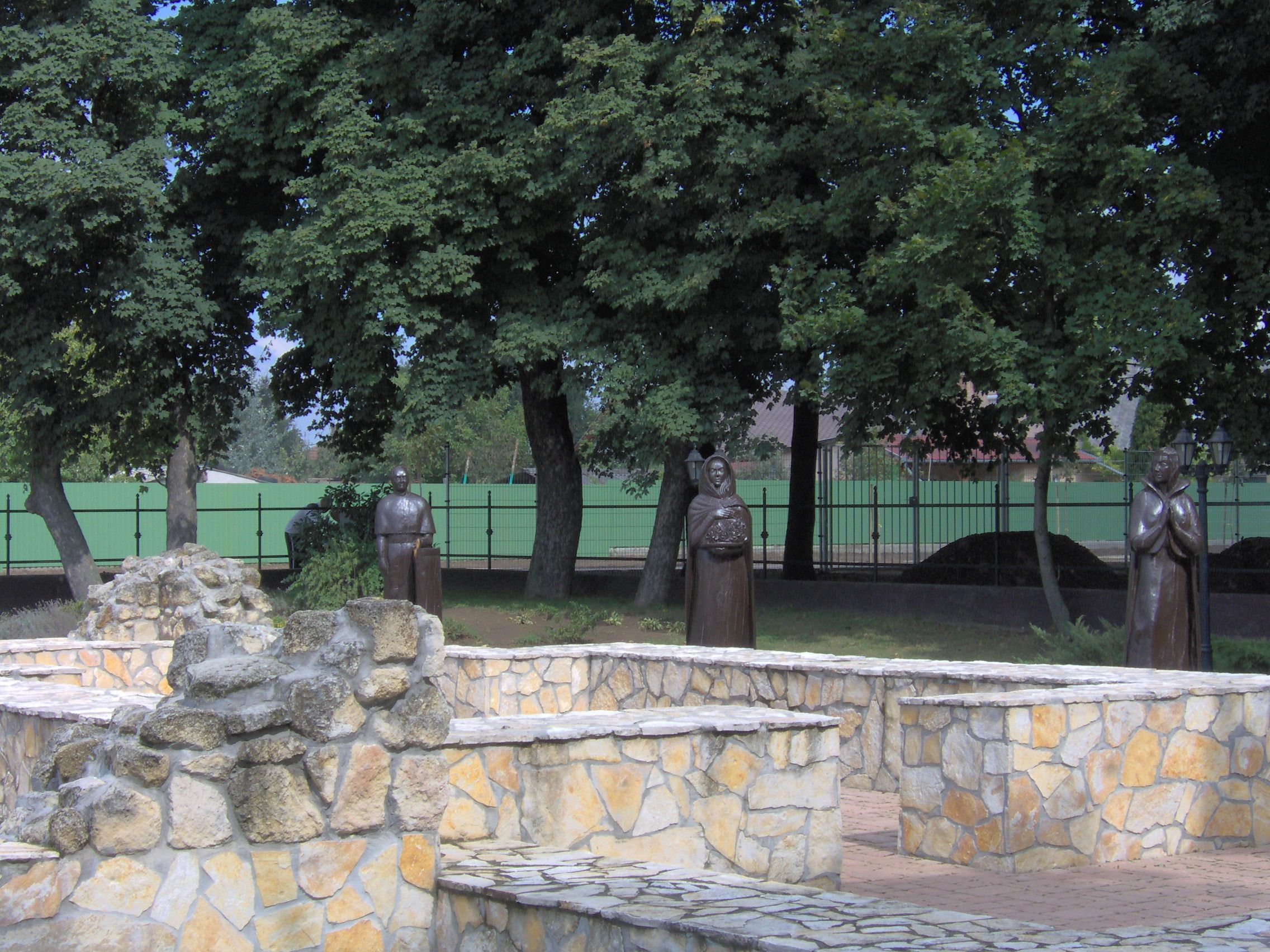
Történelmi emlékpark, a középkori Szent György-templom rekonstruált alapfalai
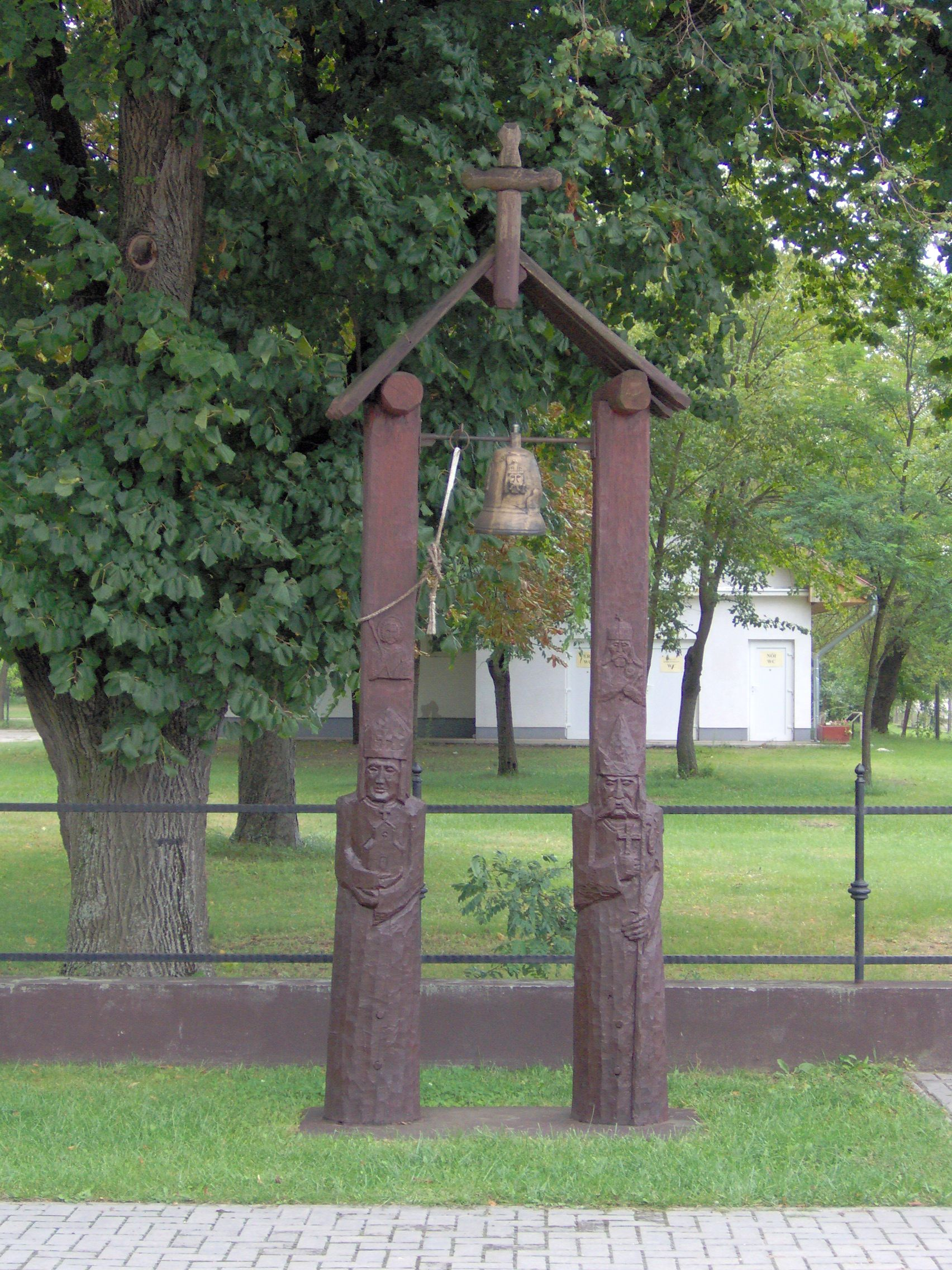
Történelmi emlékpark, emlékharang
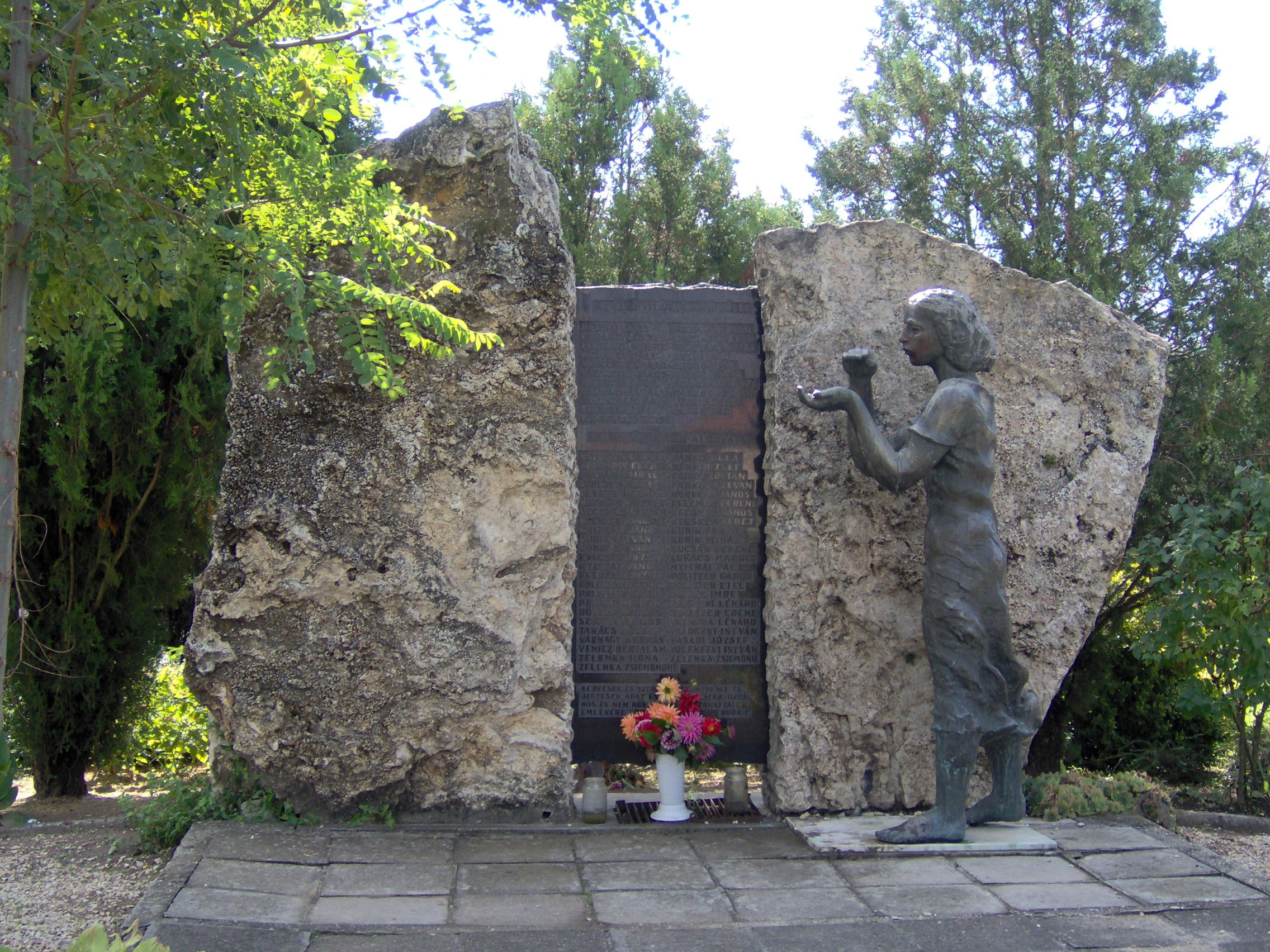
A világháborúk hősi halottainak emlékműve. Kampfl József alkotása, 1991
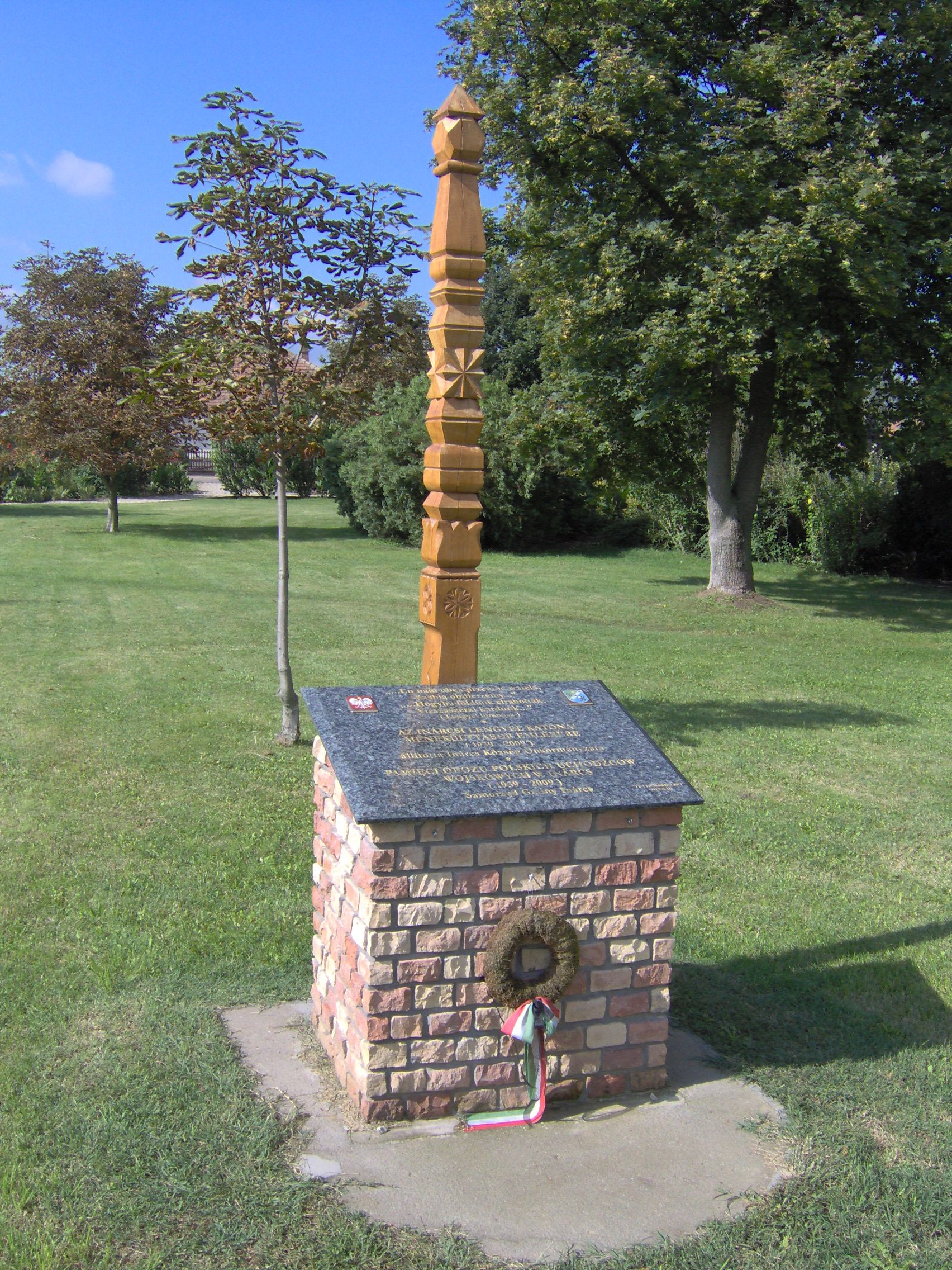
Az inárcsi lengyel katonai menekülttábor emlékműve, 1939–2009
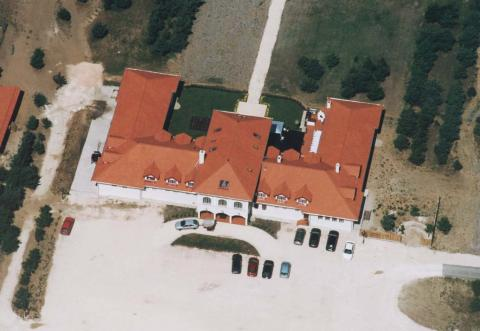
A Szent György Kúria
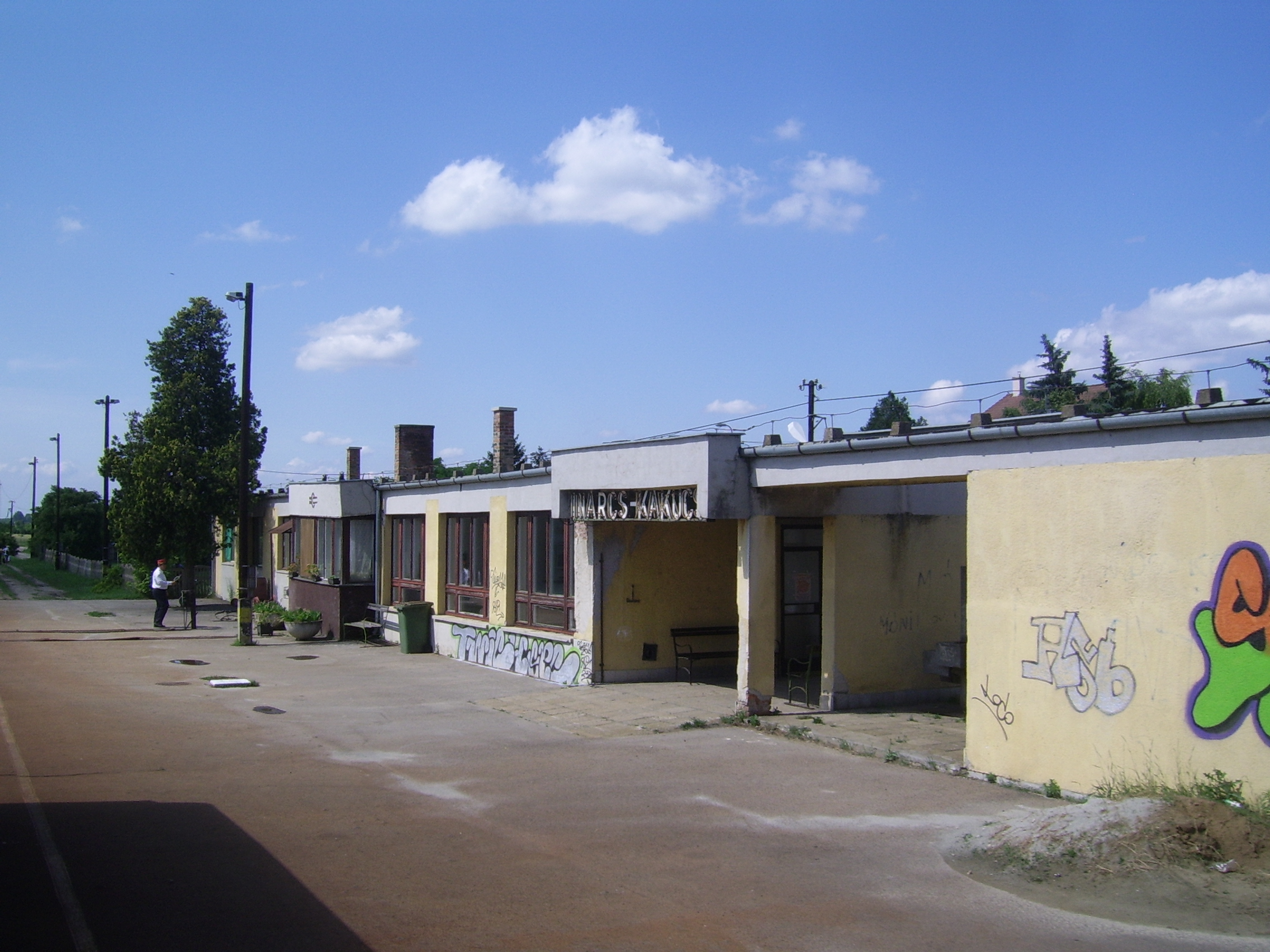
Az Inárcs–Kakucs vasútállomás